# ゲオルク・ブラウン

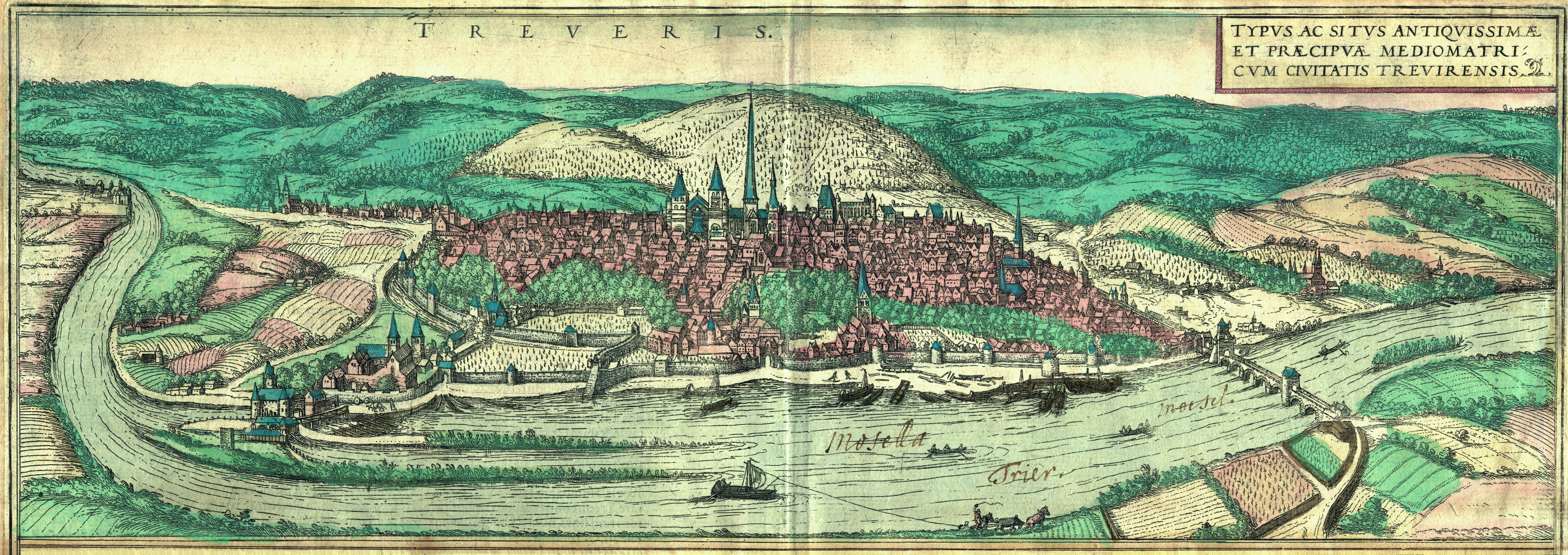
著書の図版、トリーア

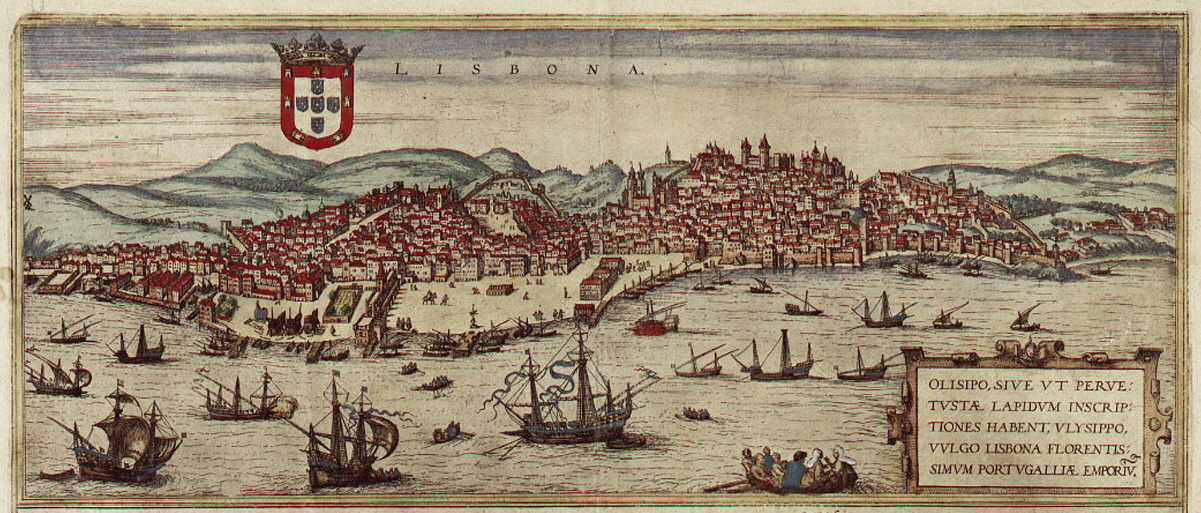
著書の図版、リスボン

ゲオルク・ブラウン（Georg Braun、姓の綴りは Brunus や Bruin　など、1541年ころ - 1622年3月10日）はドイツの地図製作者である。1572年から1617年の期間にフランス・ホーヘンベルフ（Frans Hogenberg: 1535–1590) らと協力し世界中の都市546の鳥瞰図などを集めた『世界都市図帳（Civitates orbis terrarum）』（全6巻）を編集した 。

## 略歴
ケルンで生まれた。おそらくガラス職人の息子であり、兄弟には、聖職者となったメルヒオールとガラス画家となったバルトロメウスがいる。エメリッヒ（Emmerich）の学校で学んだ後、1558年からケルンのイエズス会の学校に通い、1561年に学士号を取得し、ケルンで牧師として働いた。学者のハインリヒ・ランツァウ（Heinrich Rantzau: 1526-1598）の後援を受けて、1587年にリューベック大聖堂の司祭になり、1589年までその仕事をした。
ブラウンらが編集した『世界都市図帳』は1572年から出版が始まった。出版の契機となったとされるゼバスティアン・ミュンスターによって1544年から出版された地理書『コスモグラフィア』は、人気となっていた。1570年にはアブラハム・オルテリウスによって『Theatrum Orbis Terrarum』が出版されていた。
ゲオルク・ブラウンは編集者を務め、広い人脈をいかして、資料を集め、都市の解説を執筆し、版画の下絵画家を雇い出版に貢献した。ブラウン自身が取り上げた都市へ旅したことは少なかった。
『世界都市図帳』で取り上げられた都市はヨーロッパの都市が主であるが、カサブランカやメキシコシティ、クスコなどのヨーロッパ外の都市も含まれている。

## 著書の図版

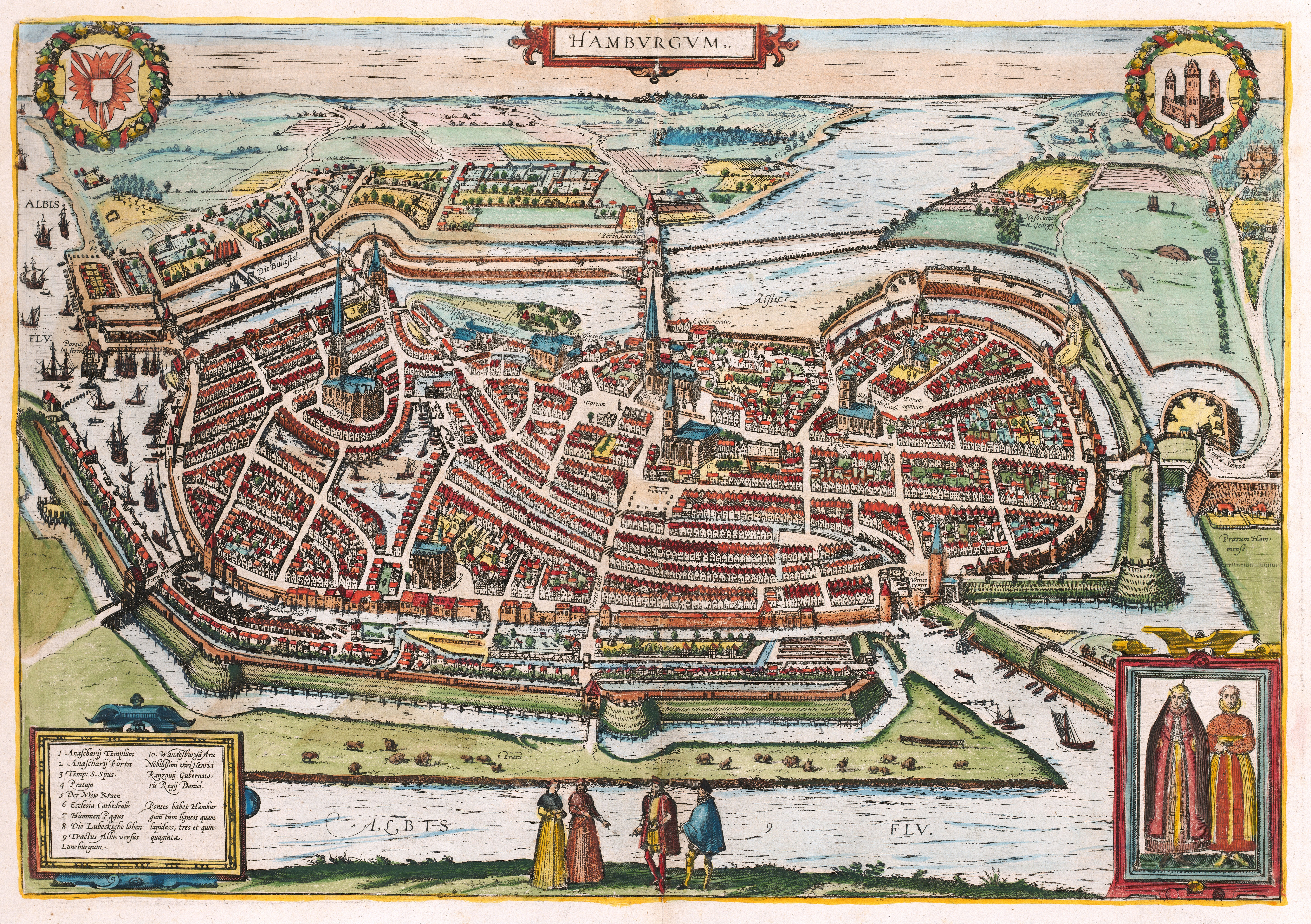
ハンブルク
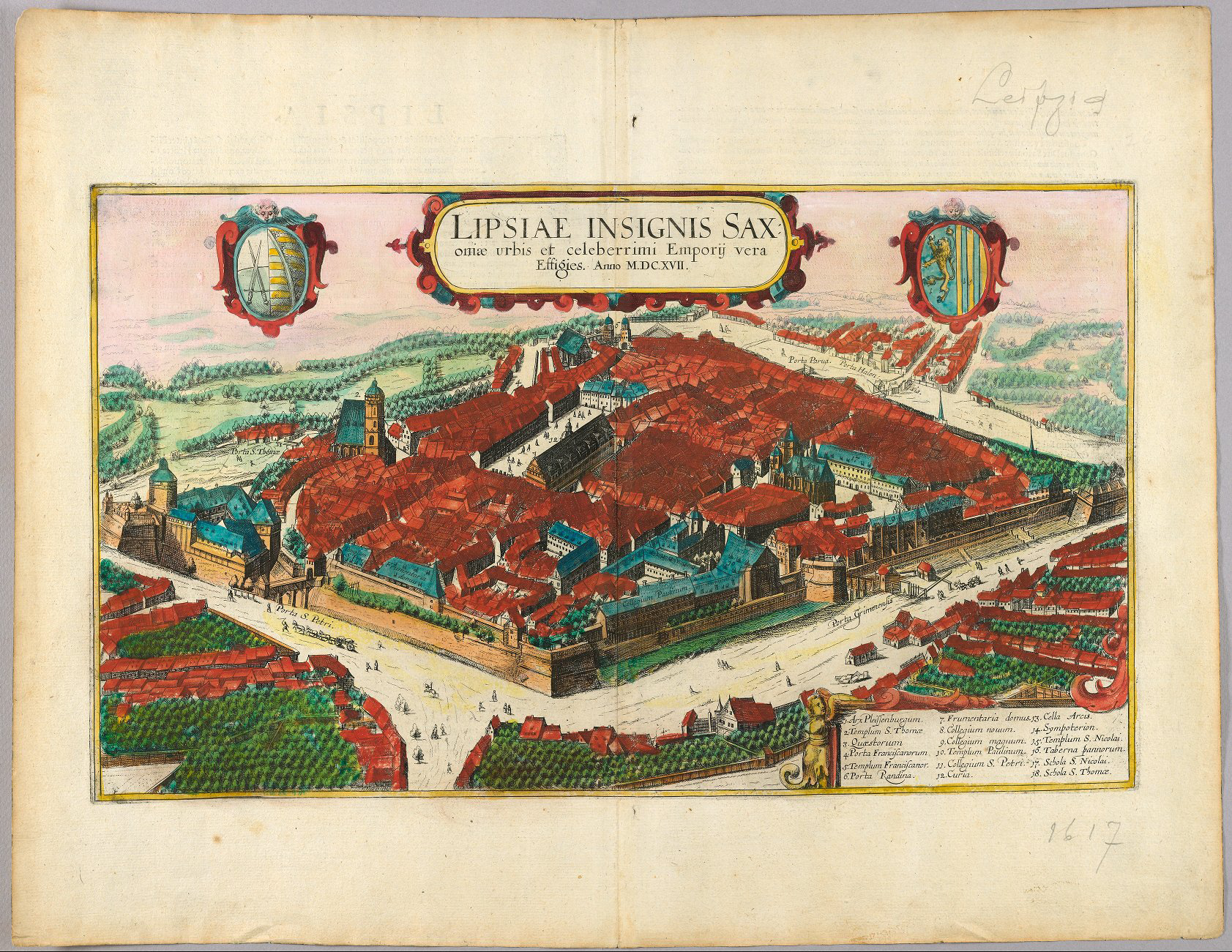
ライプツィヒ
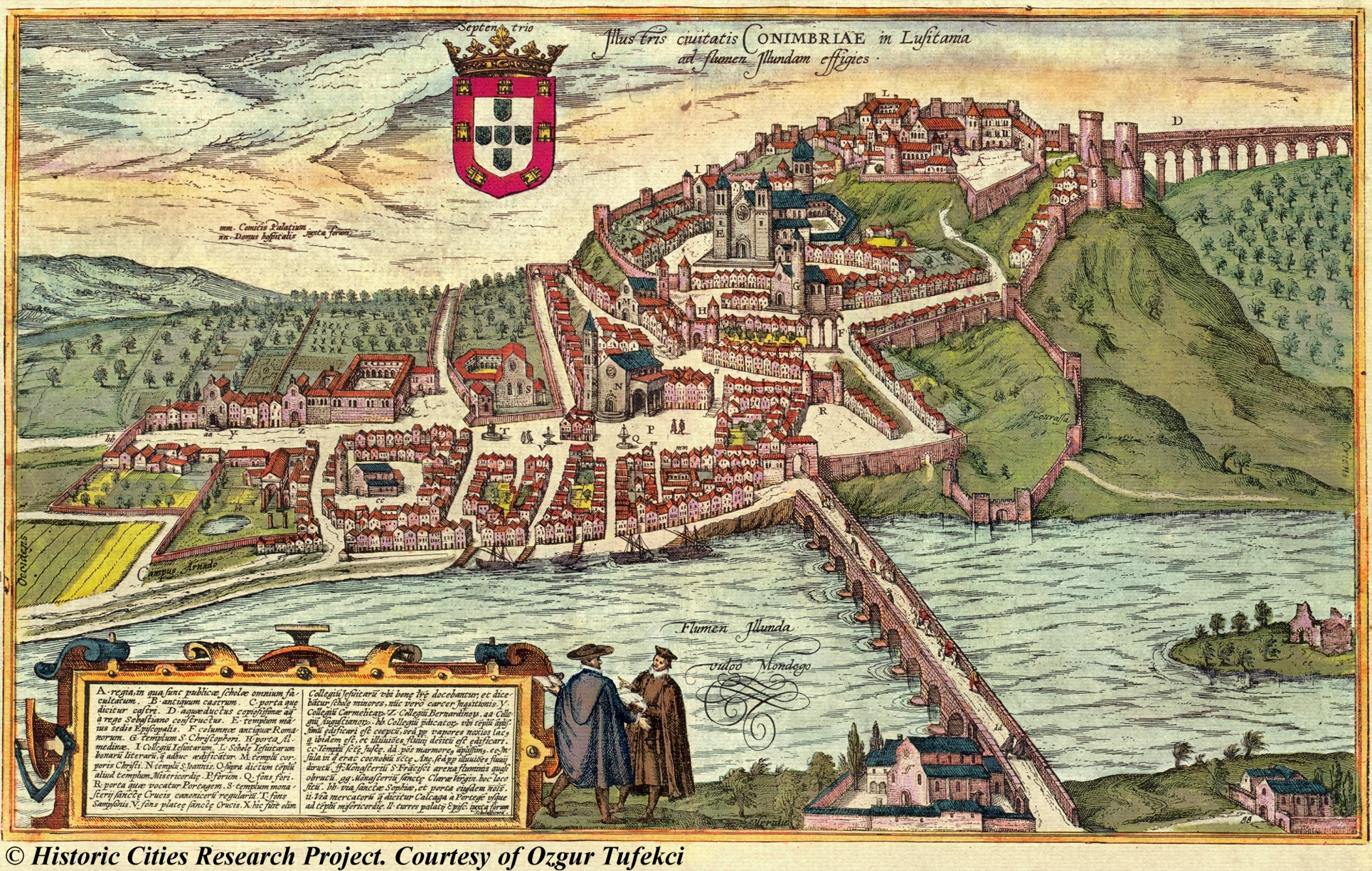
コインブラ
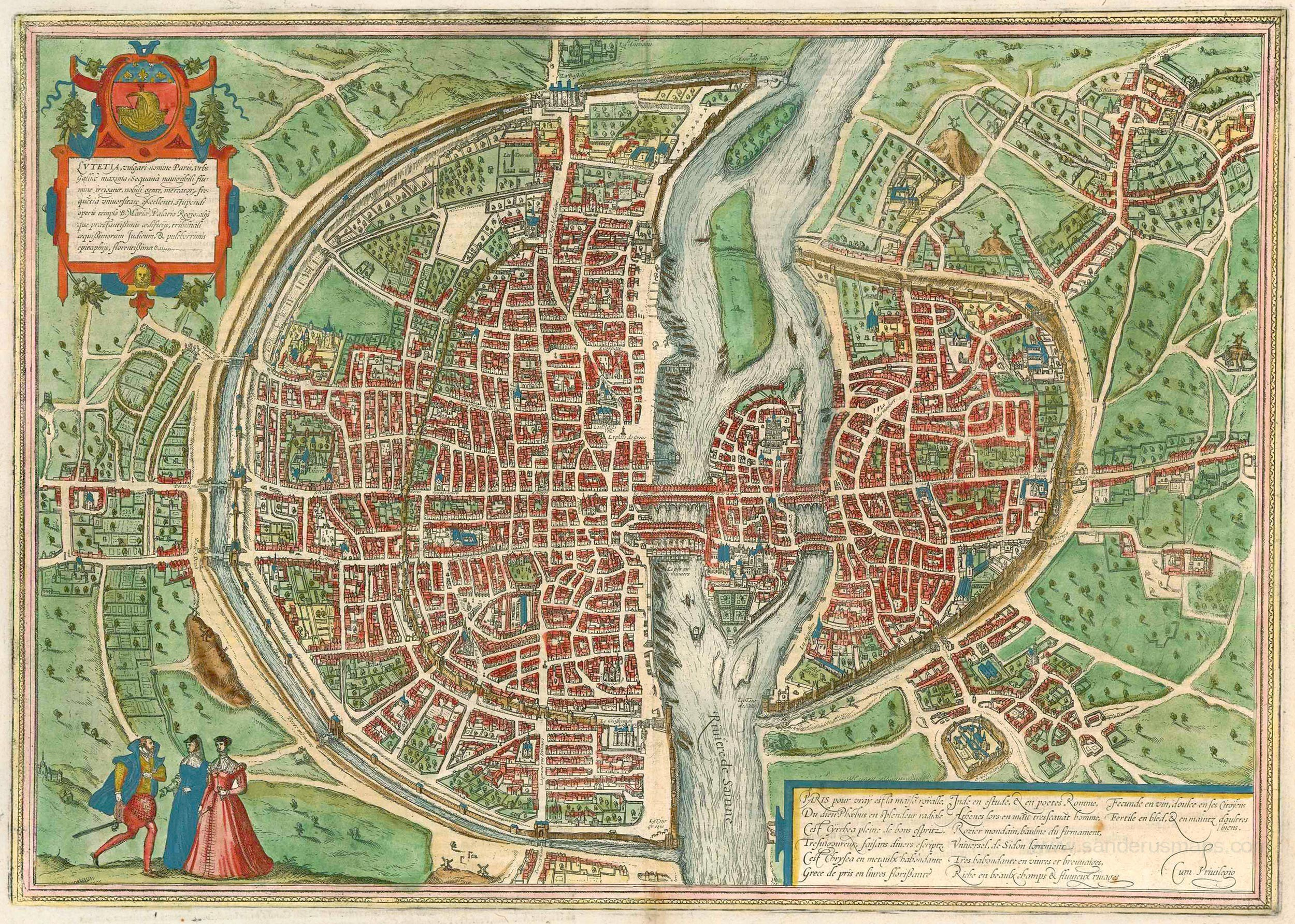
パリ
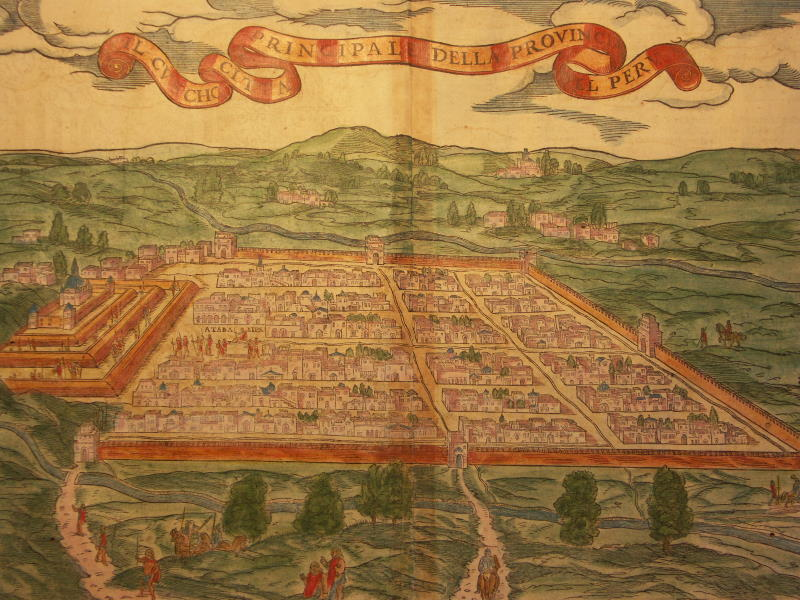
クスコ
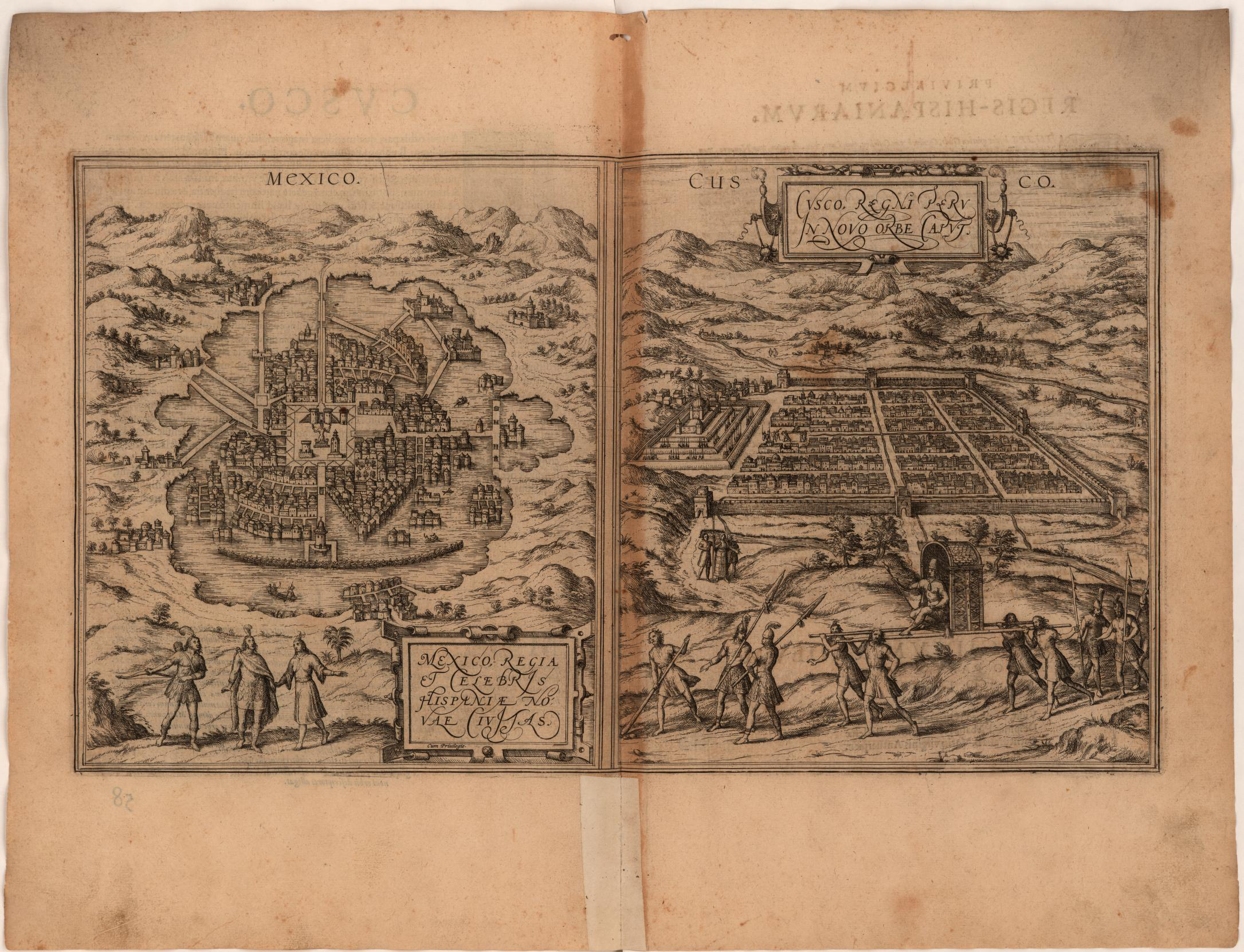
メキシコシティー